# Campo del sangue
Campo del sangue è un libro di memorie di Eraldo Affinati, il quale, con un amico, percorse nel 1995 il tragitto da Venezia ad Auschwitz con mezzi di fortuna, per meglio riflettere e rivivere a suo modo la tragedia dello sterminio nel complesso di lager nazisti.

## Storia editoriale
La pubblicazione del libro è avvenuta nel 1997. Nello stesso anno, ha vinto il Premio Selezione Campiello ed ha raggiunto la finale del Premio Strega.

## Contenuto
Nel 1995 lo scrittore Eraldo Affinati, in compagnia dell'amico Plinio Perilli, decide di compiere un pellegrinaggio da Venezia fino al campo di Auschwitz, utilizzando tutti i mezzi di locomozione che potessero avvicinarlo all'esperienza dei deportati. Oltre ad alcuni tratti percorsi in treno o con passaggi in automobile non preordinati, i due amici si sono mossi prevalentemente a piedi. Grazie a un altro amico e simpatizzante, Eusebio Ciccotti, hanno ottenuto lettere di presentazione per essere alloggiati in vari enti religiosi, in Austria, Ungheria, Slovacchia e Polonia; Eusebio li ha raggiunti e si è unito a loro a Bratislava.
L'idea originaria di questo viaggio si è sviluppata nell'autore partendo dal fatto che cinquant'anni prima, nel 1944, la madre diciassettenne era stata catturata dalle SS, dopo che le avevano ucciso il padre partigiano. Caricata su un treno, la ragazza era riuscita a fuggire durante una sosta a Udine, aiutata da uno sconosciuto che operava per salvare vite umane. Il ricordo della fuga miracolosa, il cinquantesimo anniversario dalla fine della seconda guerra mondiale e una lunga e meditata serie di letture sono stati il viatico con cui Affinati ha percorso il suo cammino.
Le citazioni di queste letture costellano il testo e si inseriscono nel resoconto della strada percorsa, delle pensioni e degli alloggi frequentati, dei monumenti incontrati, dei pasti consumati. Tuttavia, durante il viaggio e al ritorno, Affinati si rende conto che le letture sono in continuo aumento per pubblicazioni sempre più recenti. Un altro pensiero che domina il viaggiatore è il ripercorrere le vite di quanti scrittori, nel corso del Novecento, si sono tolti la vita. L'elencazione di tanti morti, con nome e età forma un grande cimitero, oltre al fatto di richiamare altri scritti. L'arrivo al complesso di lager è perciò avvenuto in un'atmosfera che, oltre il tramonto e l'orario di chiusura, spalanca le porte dello spirito alle vittime tutte.

## Autori citati nel libro
- Giorgio Agamben
- Jean Améry
- Robert Antelme
- Hannah Arendt
- Alain Badiou
- Georges Bataille
- Bruno Bettelheim
- Tadeusz Borowski
- Shlomo Breznitz
- Albert Camus
- Giacomo Debenedetti
- Norbert Elias
- Viktor Frankl
- Clifford Geertz
- Paolo Ghezzi
- Witold Gombrowicz
- Raul Hilberg
- Hugo von Hofmannsthal
- Gordon J. Horwitz
- Ivan Illich (in David Cayley)
- Uwe Johnson
- Ernst Klee
- Ruth Klüger
- Jerzy Kosinski
- Primo Levi
- Bronisław Malinowski
- Robert Musil
- Maurice Pinguet
- Léon Poliakov
- Corrado Saralvo
- Jorge Semprún
- Scipio Slataper
- Wolfgang Sofsky
- George Steiner
- William Styron
- Tzvetan Todorov
- Bruno Vasari
- Elie Wiesel
- Karol Wojtyla
- Graziano Zappi

Inoltre una testimonianza raccolta da Lev Ozerov in Le libre noir (Il libro nero), di Vasilij Grossman e Il'ja Ėrenburg

## Edizioni
In lingua italiana
- Eraldo Affinati, Campo del sangue, Mondadori, Milano 1997.
- Eraldo Affinati, Campo del sangue, prefazione di Giuseppe Antonelli, UTET, Torino 2006.

In altre lingue
- (FR)  Eraldo Affinati, Terre du sang, Editions du Seuil, Paris 1999.
- (DE)  Eraldo Affinati, Ein Weg der Erinnerung: von Venedig nach Auschwitz, trad. Irmengard Gabler; Mazal Holocaust Collection. S. Fischer, Frankfurt am Main 1999.